# Сысолятин, Иван Матвеевич
Иван Матвеевич Сысолятин (24 декабря 1923 — 3 января 2006) — комсорг 520-го стрелкового полка 167-й стрелковой дивизии 38-й армии 1-го Украинского фронта, генерал-лейтенант, Герой Советского Союза.

## Биография
Родился в селе Таушкан в крестьянской семье (ныне Таушканское в муниципальном образовании «Городской округ Сухой Лог» Свердловской области России) 24 декабря 1924 года. После окончания школы (10 классов) в 1941 году с красным дипломом окончил педагогическое училище в Ирбите. Работал на шахте «Ключи». Был секретарём комсомольской организации.
В Красной Армии с ноября 1941 года. С зимы 1942 года по январь 1945 года служил в 520-й стрелковый полк формировавшейся в Сухом Логу 167-й стрелковой дивизии. Служил связистом, конным посыльным. На фронте с июля 1942 года. Особо отличился при форсировании Днепра и штурма Киева. В августе 1943 года ранен вблизи села Васильки Сумской области. Был комсоргом батальона. В боях под Киевом водрузил красное знамя над Домом правительства.
Указом Президиума Верховного Совета СССР «О присвоении звания Героя Советского Союза генералам, офицерскому, сержантскому и рядовому составу Красной Армии» от 10 января 1944 года за «образцовое выполнение боевых заданий командования на фронте борьбы с немецко-фашистскими захватчиками и проявленные при этом отвагу и геройство» был удостоен звания Героя Советского Союза с вручением ордена Ленина и медали «Золотая Звезда» (№ 2453).
В начале 1944 года контужен.
Войну закончил в Чехословакии в Карпатах зимой в январе 1945 года. Получил направление на Высшие военно-политические курсы при Главном политическом управлении.
После войны продолжил службу в Вооружённых Силах СССР. Окончил Военно-политическую академию имени В. И. Ленина с красным дипломом. Служил в Группе советских войск в Германии в должности начальника политотдела 30-го гвардейского стрелкового Ленинградского Краснознамённого корпуса. В 1970—1974 годах — член Военного совета 6-й общевойсковой Краснознамённой армии (Петрозаводск).
В 1945, 1985 и 1995, 2000 годах принимал участие в Парадах Победы на Красной площади. С 1975 по 1986 год служил заместителем начальника Военной академии связи по политчасти. В звании генерал-лейтенанта в 1986 году уволен в запас. После этого некоторое время продолжал работать в Военной ордена Ленина Краснознамённой академии связи им. Маршала Советского Союза С. М. Будённого. В 1991 году вышел в отставку.
Скончался 3 января 2006 года в Санкт-Петербурге. Похоронен на Серафимовском кладбище (уч. 11А).

## Память
- В селе Таушкан Сухоложского района Свердловской области установлена мемориальная доска.
- В 2005 году в городе Сухой Лог на площади Героев установлена памятная стела.
- В музее города Сухой Лог хранится его пробитые осколками полевая сумка и шинель.
- 9 декабря 2019 года на здании Военной академии связи имени Маршала Советского Союза С. М. Буденного открыта мемориальная доска.

Могила Сысолятина на Серафимовском кладбище Санкт-Петербурга.

## Награды
- Награждён орденами Ленина, Отечественной войны 1-й степени, двумя орденами Отечественной войны 2-й степени, двумя орденами Красной Звезды, орденом «За службу Родине в Вооруженных Силах СССР» 3-й степени, медали, в том числе «За боевые заслуги» (1943; за удачный поход в разведку), «За отвагу» (1943)
- Почётный житель города Вышгород Киевской области Украины.
- Памятные наручные часы от Президента РФ в честь 60-летия Победы в Великой Отечественной войне (6 мая 2005)[3].

## Семья
Брат — Александр Матвеевич, уральский «левша». Двоюродный брат, Неустроев Степан Андреевич, Герой Советского Союза. 
Сын — Сергей, подполковник медицинской службы (умер в 1993).

Дочь — Светлана.

Внуки — Андрей, Ольга, Мария.

Правнуки — Максим, Иван Сироткин, Тимофей, Михаил.